# Цундель, Джордж Лоренцо
Джордж Лоренцо Ингрем Цу́ндель (англ. George Lorenzo Ingram Zundel; 1885—1950) — американский миколог и фитопатолог.

## Биография
Джордж Цундель родился 23 декабря 1885 года в городе Бригем-Сити штата Юта. Учился в Колледже Бригема Янга, с 1909 года в Сельскохозяйственном колледже Юты (ныне Университет штата Юта). В 1911 году получил степень бакалавра. Преподавал ботанику в колледже, затем — биологию в средней школе Бригем-Сити. В 1913 году переехал в Нью-Йорк, через два года получил степень магистра в Корнеллском университете. В 1926 году стал учиться в Йельском университете. Получил степень доктора философию за работу, посвящённую грибам-устомицетам. С 1928 по 1946 работал в Колледже Пенсильвании, затем ушёл на пенсию по состоянию здоровья. Цундель скончался 10 марта 1950 года в Бригем-Сити.

## Виды грибов, названные в честь Дж. Цунделя
- Zundeliomyces Vánky, 1987
- Zundelula Thirum. & Naras., 1952 [syn.  Dermatosorus Sawada, 1949]
- Sorosporium zundelianum Cif., 1933 [syn.  Sporisorium tembuti (Henn. & Pole-Evans) Vánky, 2007]
- Sphacelotheca zundelii Hirschh., 1986, nom. inval.
- Sporisorium zundelianum Vánky, 1995
- Tilletia zundelii Hirschh., 1943